# Anoplostoma exceptum
Anoplostoma exceptum is een rondwormensoort uit de familie van de Anoplostomatidae. De wetenschappelijke naam van de soort is voor het eerst geldig gepubliceerd in 1935 door Schulz.